# Municipio de Jefferson (condado de Fayette, Pensilvania)
El municipio de Jefferson (en inglés: Jefferson Township) es un municipio ubicado en el condado de Fayette en el estado estadounidense de Pensilvania. En el año 2000 tenía una población de 2.259 habitantes y una densidad poblacional de 43 personas por km².

## Geografía
El municipio de Jefferson se encuentra ubicado en las coordenadas 40°02′56″N 79°49′24″O / 40.04889, -79.82333.

## Demografía
Según la Oficina del Censo en 2000 los ingresos medios por hogar en la localidad eran de $33,618 y los ingresos medios por familia eran de $40,900. Los hombres tenían unos ingresos medios de $32,455 frente a los $21,799 para las mujeres. La renta per cápita de la localidad era de $15,669. Alrededor del 15% de la población estaba por debajo del umbral de pobreza.